# Bobsleigh aux Jeux olympiques de 2010
Navigation
Turin 2006 Sotchi 2014
Les épreuves de bobsleigh aux Jeux olympiques d'hiver de 2010 se déroulent du 20 au 27 février 2010 au Centre des sports de glisse de Whistler dans la station de sports d'hiver de Whistler en Colombie-Britannique (Canada). Le bobsleigh a toujours été programmé aux Jeux olympiques d'hiver depuis la première édition en 1924 à l'exception des Jeux olympiques d'hiver de 1960.
Le Centre des sports de glisse de Whistler, composé de seize virages sur une longueur de 1 450 mètres avec des vitesses maximales atteignant les 140 km/h, accueille donc les trois épreuves. Le résultat est connu après les quatre passages de chaque bob.
En bob à 2 masculin, le duo allemand André Lange-Kevin Kuske conserve leur titre olympique, en bob à 2 féminin c'est le duo canadien Kaillie Humphries-Heather Moyse qui s'impose, enfin en bob à 4 le pilote Steven Holcomb avec ses coéquipiers Steve Mesler, Curtis Tomasevicz et Justin Olsen qui gagne le titre olympique. Au tableau des nations, trois médailles ont été remportées par l'Allemagne et le Canada, soit les deux tiers des médailles distribuées.

## Calendrier des compétitions
Le tableau ci-dessous montre le calendrier des trois épreuves de bobsleigh.
- Épreuves avec médailles

| Date       | Horaire | Épreuve                              |
| ---------- | ------- | ------------------------------------ |
| 20 février | 17h00   | Bob à deux hommes : Manches 1 et 2   |
| 21 février | 16h00   | Bob à deux hommes : Manches 3 et 4   |
| 23 février | 17h00   | Bob à deux féminin : Manches 1 et 2  |
| 24 février | 17h00   | Bob à deux féminin : Manches 3 et 4  |
| 26 février | 13h00   | Bob à quatre hommes : Manches 1 et 2 |
| 27 février | 13h00   | Bob à quatre hommes : Manches 3 et 4 |

## Format des épreuves

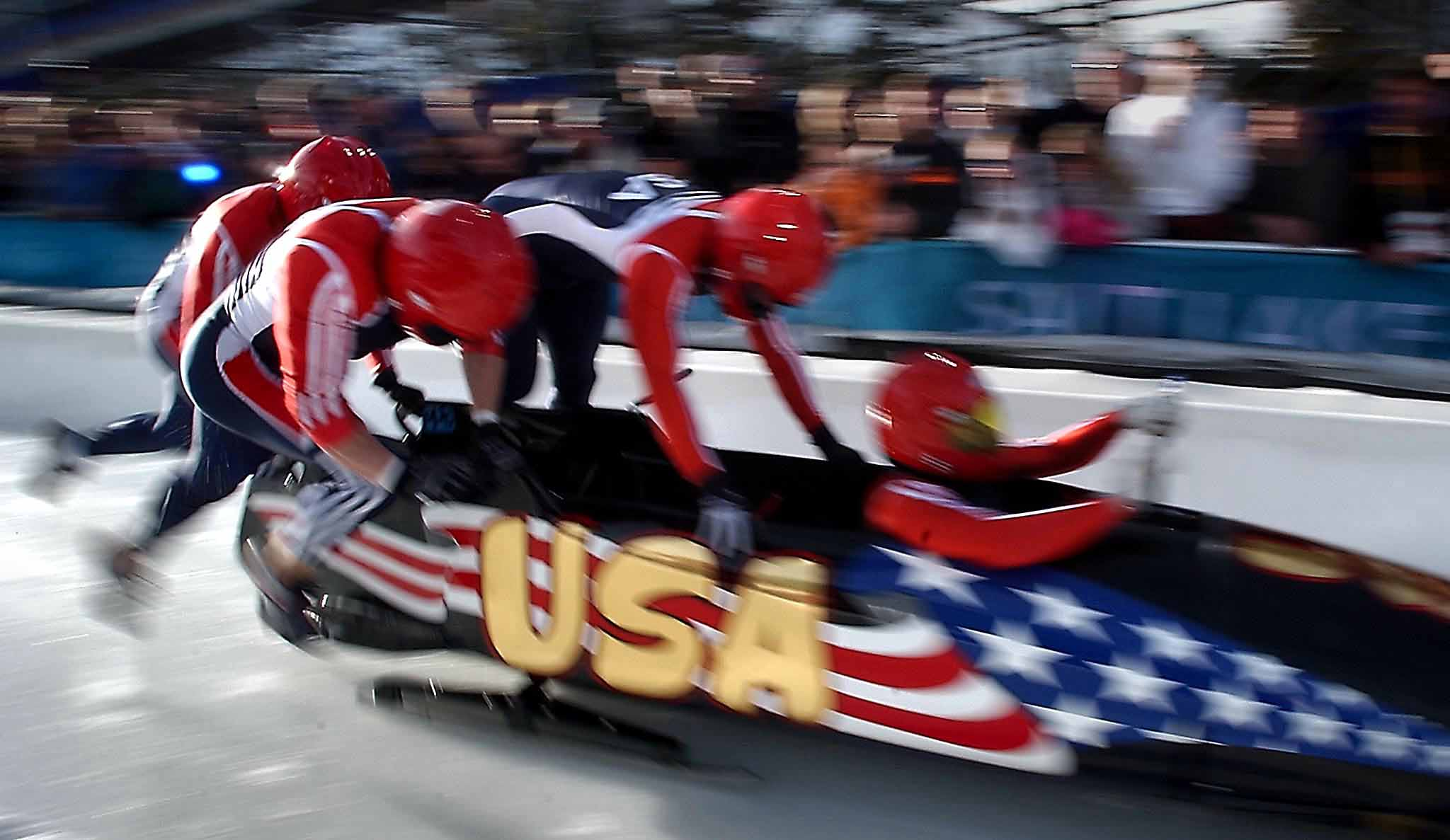
Course d'élan d'un équipage de bob à 4.

Les trois épreuves de bobsleigh ont le même format. L'épreuve se dispute sur deux jours, chaque jour l'équipage prend part à deux manches. Au total, ce sont donc quatre manches qui déterminent le classement final dans des temps chronométrés au dixième de seconde, les temps sont ainsi additionnés et l'équipage réalisant le temps le moins élevé remporte l'épreuve. Si deux équipages sont ex æquo, elles prennent la même place.
En bob à deux, l'équipage est formé d'un pilote qui s'installe en tête de l'engin et d'un freineur qui s'installe derrière le pilote. En bob à quatre, le pilote et le freineur gardent la même position, entre les deux s'intercalent deux pousseurs. Une manche débute par une poussée du bobsleigh sur une distance 50-60 mètres puis les membres prennent place chacun leur tour en plein course dans l'engin (d'abord le pilote puis les deux pousseurs et enfin le freineur). Dans le bobsleigh, ils sont en position assises les pieds devant.

## Qualification
Le quota d'athlètes est de 170 athlètes (130 hommes et 40 femmes). Le système qualificatif s'effectue en fonction des résultats des pilotes dans les compétitions gérées par la FIBT à partir du 1er octobre 2009. Le pays-hôte est assurée d'être présent à condition que l'un des pilotes ait été classé dans les 50 meilleurs du classement FIBT chez les hommes ou 40 meilleurs chez les femmes lors de la saison 2008-09 ou 2009-10; tout comme la présence de continents ne possédant pas de qualifié (la FIBT reconnaît cinq continents : Afrique, Amérique, Asie, Europe et Océanie), à condition l'un des pilotes ait été classé dans les 50 meilleurs du classement FIBT chez les hommes ou 40 meilleurs chez les femmes lors de la saison 200809 ou 2009-10. Tous les compétiteurs doivent être âgées de plus de 18 ans à l'ouverture des JO.

### Qualification masculine
Il y a deux épreuves masculines aux Jeux olympiques : le bobsleigh à 4 et le bobsleigh à 2.
La FIBT dresse un classement (appelé « classement FIBT ») qui répertorie toutes les performances des pilotes à travers quatre compétitions : la coupe du monde, la coupe intercontinentale, la coupe d'Europe et la coupe d'Amérique ; la coupe du monde constituant l'épreuve la plus relevée. Chaque comité national olympique (CNO) a un quota de pilotes à engager.
Les pilotes doivent être classés dans les 50 meilleurs pilotes du classement FIBT avant le 17 janvier 2010. La participation est arrêtée au nombre de trente équipages par épreuve :
- 3 CNO avec 3 équipages.
- 7 CNO avec 2 équipages.
- 7 CNO avec 1 équipage[2].

En raison de leurs résultats, l'Allemagne, la Suisse et les États-Unis ont trois équipages en bob à deux, tout comme l'Allemagne ; la Russie et les États-Unis ont trois équipages en bob à quatre.

### Qualification féminine
Il y a une épreuve féminine aux Jeux olympiques : le bobsleigh à 2.
La FIBT dresse un classement (appelé « classement FIBT ») qui répertorie toutes les performances des pilotes à travers trois compétitions : la coupe du monde, la coupe d'Europe et la coupe d'Amérique ; la coupe du monde constituant l'épreuve la plus relevée. Chaque comité national olympique (CNO) a un quota de pilotes à engager.
Les pilotes doivent être classées dans les 50 meilleures pilotes du classement FIBT avant le 17 janvier 2010. La participation est arrêtée au nombre de vingt équipages par épreuve. Le quota d'athlètes par CNO est le suivant :
- 2 CNO avec 3 équipages.
- 4 CNO avec 2 équipages.
- 6 CNO avec 1 équipage[2].

En raison de leurs résultats, l'Allemagne et les États-Unis ont trois équipages en bob à deux.

## Nations participantes et favoris

### Bobsleigh à quatre
Les trois grandes nations de bob à 4 sont l'Allemagne, la Russie et les États-Unis. En prenant en compte les résultats de la coupe du monde 2010, le classement est dominé par deux équipages américains emmenés par Steven Holcomb (champion du monde en titre) et John Napier, cependant le double champion olympique 2002 et 2006 l'Allemand André Lange est auteur de trois succès en dix courses suivi de son compatriote Thomas Florschütz, les autres prétendants au titre olympique sont le Letton Janis Minins (médaillé de bronze aux derniers mondiaux), les Canadiens Lyndon Rush et Pierre Lueders, les trois pilotes russes Dmitry Abramovitch, Evgeny Popov et Alexsandr Zubkov, l'Allemand Karl Angerer et enfin l'Autrichien Wolfgang Stampfer. Les équipages suisses emmenés par Ivo Rüegg et Beat Hefti ainsi que le Néerlandais Edwin van Calker semblent un ton en dessous avant ces olympiades. Sur cette piste de Whistler, le podium de l'année dernière était composée de Janis Minins suivi de Steven Holcomb et Alexsandr Zubkov.

### Bobsleigh à deux masculin
Les trois grandes nations de bob à 2 masculin sont l'Allemagne, la Suisse et les États-Unis. En prenant en compte les résultats de la coupe du monde 2010, le classement est dominé par le Suisse Ivo Rüegg (champion du monde en titre) devant les Allemands Thomas Florschütz (vice-champion du monde) et Karl Angerer, et son compatriote Beat Hefti. Cependant d'autres pilotes se sont imposés cette année tels que l'Américain John Napier, l'Allemand André Lange et le Canadien Lyndon Rush, et d'autres ont connu le podium tels que l'Américain Steven Holcomb ou le Néerlandais Edwin van Calker. Sur cette piste de Whistler, le podium de l'année dernière était composée de Thomas Florschütz suivi de Beat Hefti et Pierre Lueders.

### Bobsleigh à deux féminin
Les trois grandes nations de bob à 2 féminin sont l'Allemagne et les États-Unis. En prenant en compte les résultats de la coupe du monde 2010, le classement est dominé par les Allemandes Sandra Kiriasis, Cathleen Martini  et Claudia Schramm, les Canadiennes Kaillie Humphries et Helen Upperton et les Américaines Shauna Rohbock (vice-championne du monde 2009) et Erin Pac. La championne du monde en titre est la Britannique Nicola Minichiello qui n'a réalisé que des top 10 en coupe du monde 2010 sans jamais monter sur un podium. Sur cette piste de Whistler, le podium de l'année dernière était composée de Shauna Rohbock suivi de Kaillie Humphries et Erin Pac.

## Piste

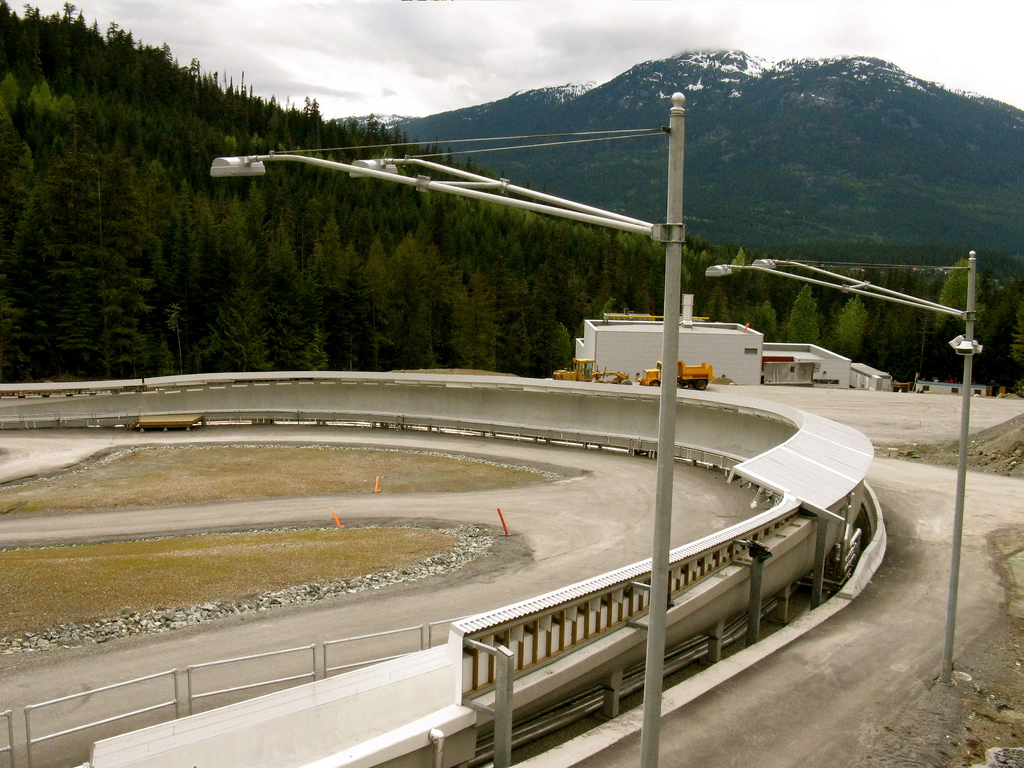
Piste de Whistler.

Le Centre des sports de glisse de Whistler est construit à l'occasion de ces Jeux olympiques. La piste se situe dans la station de sports d'hiver de Whistler en Colombie-Britannique (Canada). Il est construit sur le territoire des Squamish et Lil’wat, considérant ce site comme un lieu spirituel.
Pour les épreuves de bobsleigh, la piste s'étend sur 1 450 mètres et compte seize virages. La cabine de départ se situe à 939 mètres d'altitude et la cabine d'arrivée à 787 mètres d'altitude ce qui donne un dénivelé de 152 mètres. La capacité d'accueil est de 12 000 spectateurs tout au long de la piste.
La piste est l'œuvre du « Stantec Architecture Limited », construite en juin 2005 et décembre 2007. Ce projet a reçu l'accord du « Canadian Environmental Assessment Act » pour son respect de l'environnement. Elle accueille également les épreuves olympiques de luge et de skeleton. Son coût s'élève à 104,9 millions de dollars, financés en commun par les gouvernements du Canada et de la Colombie-Britannique. La piste comprend 350 tonnes de béton. La piste possède un système de réfrigération.

## Résultats
| Épreuves                                | Or                                                                    | Or            | Argent                                                           | Argent        | Bronze                                                          | Bronze        |
| --------------------------------------- | --------------------------------------------------------------------- | ------------- | ---------------------------------------------------------------- | ------------- | --------------------------------------------------------------- | ------------- |
| Bob à deux hommes résultats détaillés   | Allemagne André Lange Kevin Kuske                                     | 3 min 26 s 65 | Allemagne Thomas Florschütz Richard Adjei                        | 3 min 26 s 87 | Russie Aleksandr Zubkov Alekseï Voïevoda                        | 3 min 27 s 51 |
| Bob à quatre hommes résultats détaillés | États-Unis Steven Holcomb Steve Mesler Curtis Tomasevicz Justin Olsen | 3 min 24 s 46 | Allemagne André Lange Kevin Kuske Alexander Rödiger Martin Putze | 3 min 24 s 84 | Canada Lyndon Rush David Bissett Lascelles Brown Chris Le Bihan | 3 min 24 s 85 |
| Bob à deux femmes résultats détaillés   | Canada Kaillie Humphries Heather Moyse                                | 3 min 32 s 28 | Canada Helen Upperton Shelley-Ann Brown                          | 3 min 33 s 13 | États-Unis Erin Pac Elana Meyers                                | 3 min 33 s 40 |

## Tableau des médailles
| Rang | Pays       | Or | Argent | Bronze | Ensemble |
| ---- | ---------- | -- | ------ | ------ | -------- |
| 1    | Allemagne  | 1  | 2      | 0      | 3        |
| 2    | Canada     | 1  | 1      | 1      | 3        |
| 3    | États-Unis | 1  | 0      | 1      | 2        |
| 4    | Russie     | 0  | 0      | 1      | 1        |

| Rang | Pays       | Ensemble | Or | Argent | Bronze |
| ---- | ---------- | -------- | -- | ------ | ------ |
| 1    | Allemagne  | 3        | 1  | 2      | 0      |
| -    | Canada     | 3        | 1  | 1      | 1      |
| 3    | États-Unis | 2        | 1  | 0      | 1      |
| 4    | Russie     | 1        | 0  | 0      | 1      |